# BAY 60-6583
BAY 60–6583 je selektivni agonist adenozinskog A2B receptora.
Pokazano je da pruža zaštitu od ishemije (nedostatka kiseonika usled blokade snabdevanja kiseonikom) u srcu i bubrezima test životinja, i da je koristan u tretmanu akutnih povreda pluća. On može da ima niz potencijalnih primena kao selektivni A2B agonist.